# Horror vacui (beeldende kunst)

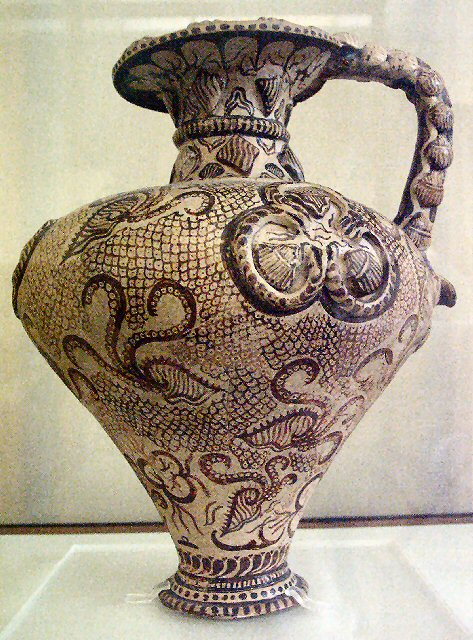
Een kan uit de Minoïsche periode op Kreta

Horror vacui is Latijn voor de vrees voor het lege (het vacuüm). In de beeldende kunst staat horror vacui voor het verschijnsel dat kunstenaars elk leeg plekje opvullen, bijvoorbeeld met kleine ornamenten. Kretenzische vazen zijn hiervan een vroeg voorbeeld.

## Oorsprong en betekenis
De oorsprong van de term is filosofisch en wetenschappelijk, waarbij het voor het eerst werd gebruikt in de oudheid om de natuurfilosofie van Aristoteles te beschrijven. Aristoteles geloofde dat de natuur een afkeer had van de leegte, en dat lege ruimtes zich altijd zouden vullen met materie om het vacuüm te vermijden.
"Horror vacui" kan ook verwijzen naar een bredere menselijke neiging om leegte te vermijden, zowel fysiek als conceptueel.

## Toepassing in de beeldende kunst

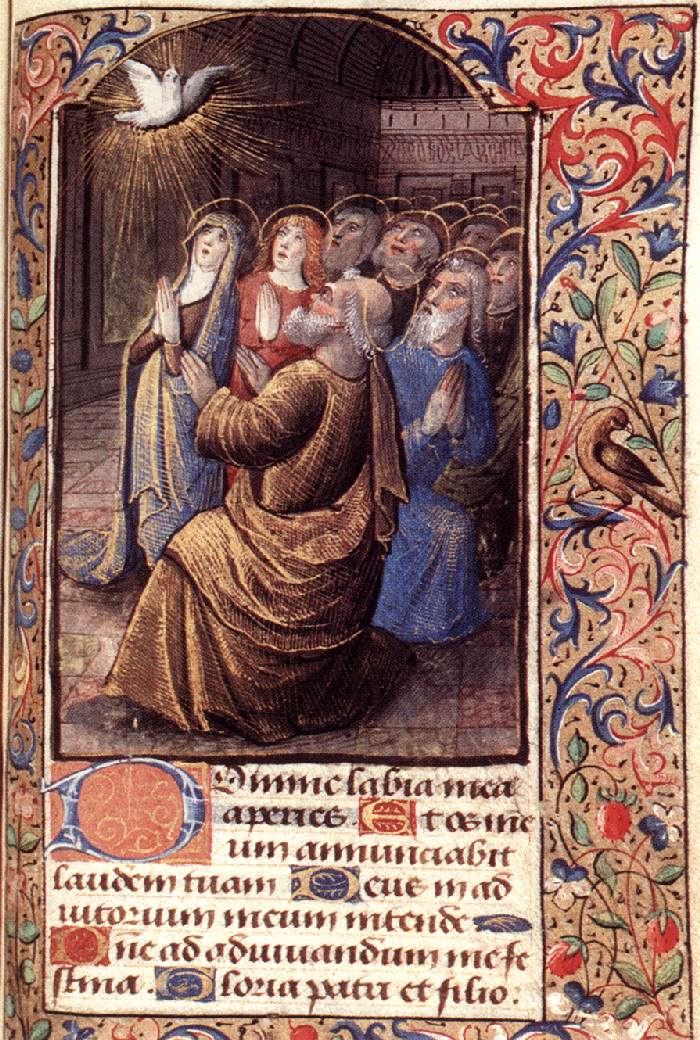
Horror vacui in een vijftiende-eeuws Frans manuscript

In de kunstgeschiedenis verwijst "horror vacui" naar een esthetische benadering waarbij kunstenaars elke beschikbare ruimte in hun werk vullen met details, motieven en ornamenten. Dit fenomeen is te zien in verschillende culturen en tijdperken. Enkele voorbeelden zijn:
1. Middeleeuwse manuscripten: Paleografen en codicologen gebruiken dan ook de term horror vacui om de laatmiddeleeuwse neiging aan te duiden elke beschikbare ruimte op te vullen in luxueuze manuscripten. Voorbeelden hiervan zijn florale randversieringen, versierde initialen, lijnvullers en miniaturen. Ook de marges en tussenruimtes zijn vaak gevuld met gedetailleerde illustraties en decoraties. Een voorbeeld is een beroemd verlucht manuscript uit de middeleeuwen, het Book of Kells.
2. Islamitische kunst: Islamitische kunst, vooral te zien in de decoratie van moskeeën en manuscripten, toont vaak een overvloed aan geometrische patronen, arabesken en kalligrafie. Deze stijl vermijdt open ruimtes en streeft naar een gevoel van oneindige complexiteit en detail.
3. Barokke kunst: De periode van de barok in Europa zag een toename van decoratieve elementen en dramatische composities. Kunstenaars zoals Bernini en Caravaggio gebruikten gedetailleerde ornamenten en dynamische composities om visuele interesse te behouden en lege ruimtes te vermijden.
4. Volkskunst. In veel vormen van volkskunst over de hele wereld is er een tendens om oppervlakken rijkelijk te versieren met patronen en motieven, zoals in Mexicaanse talavera keramiek, Slowaakse klederdracht en Indiase rangoli ontwerpen.
5. Cartografie. In de cartografie werden onbekende streken - die anders wit zouden blijven - bij voorkeur opgevuld met wildemannen en (fabel)dieren. Zeeën en oceanen werden opgevuld met zeemonsters en tritons.

## Architectuur
1. Gotische Kathedralen: Gotische architectuur, zoals te zien in kathedralen als de Notre-Dame in Parijs, kenmerkt zich door rijkelijk versierde gevels, met beelden, pinakels en traceringen die bijna elke ruimte vullen.
2. Rococo Stijl: In de Rococo periode, vooral populair in de 18e eeuw in Frankrijk, werd interieurdecoratie gekenmerkt door een overdaad aan sierlijke, krullerige lijnen en delicate ornamenten, waarbij lege ruimtes minimaal waren.

## Modern gebruik en interpretatie
In de moderne tijd wordt "horror vacui" soms bekritiseerd in het kader van minimalistische designprincipes, die de schoonheid van leegte en eenvoud benadrukken. Minimalisten stellen dat lege ruimte (negatieve ruimte) essentieel is voor balans en rust in ontwerp en kunst.

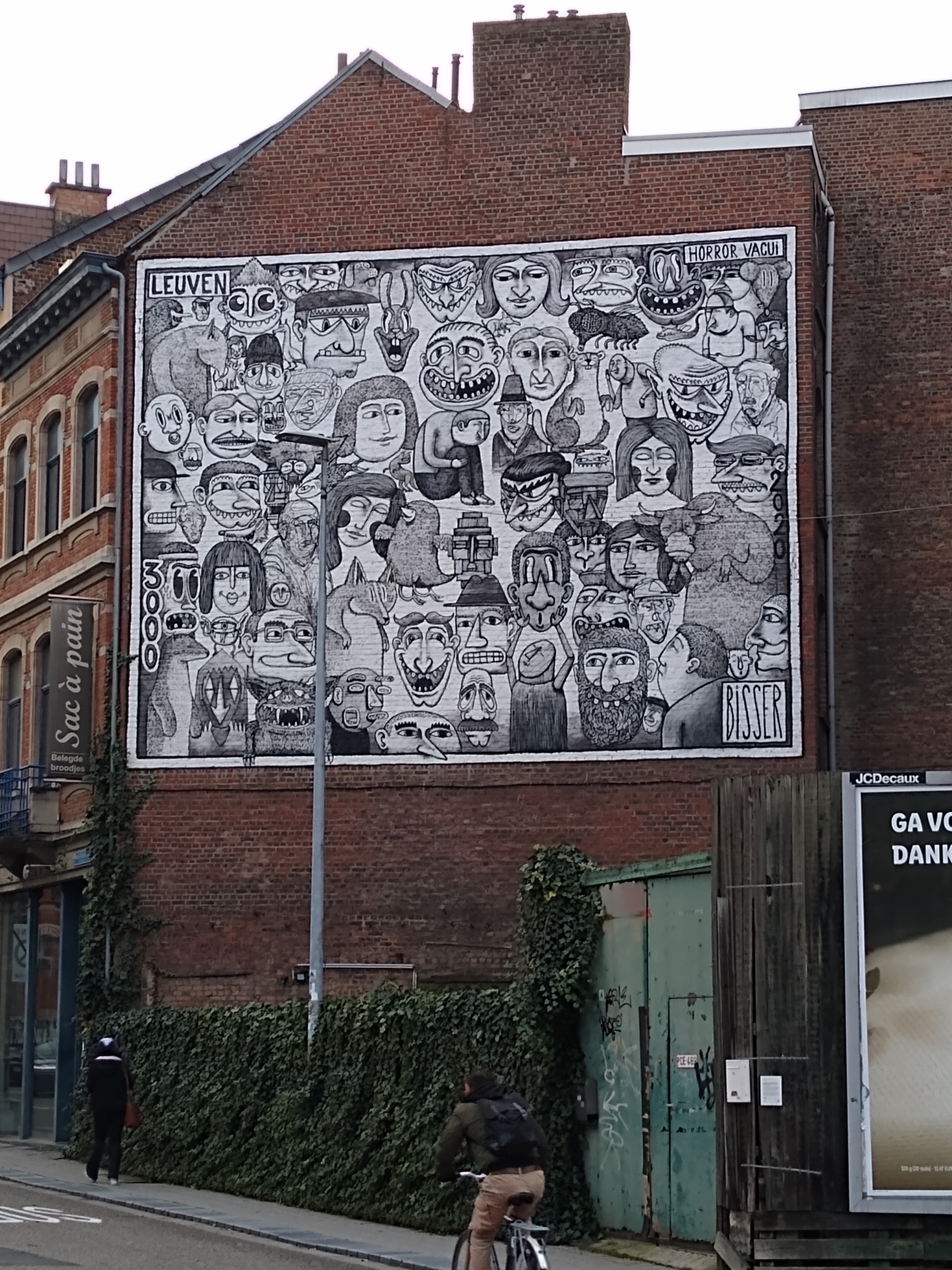
Horror Vacui muurschildering in Leuven